# Disco Paralelo
Disco Paralelo é o álbum da banda Ludov lançado em Junho de 2007. As canções foram compostas num período curto de tempo, alguns meses entre 2006 e 2007. Os membros da banda são Vanessa Krongold, Habacuque Lima, Paulo "Chapolin" e Mauro Motoki. Dependendo de quem você perguntar, você pode ouvir que a origem das letras estão na Copa do Mundo de 2006, em trocas de figurinhas, em livros mais do que em discos, no seriado Lost, nos 30 anos que quase todos completaram ou simplesmente na vontade de falar de coisas diferentes das do disco anterior (O Exercício das Pequenas Coisas, 2005).
A Ciência e o Sobrenatural estão representados nesse disco, e, entre eles, assuntos diversos e às vezes raros de se encontrar num disco de rock. Com a bênção e a colaboração do renomado produtor Chico Neves (o mesmo de Skank, Paralamas do Sucesso, Los Hermanos, O Rappa) e do amigo/músico/produtor Fabio Pinc, os três rapazes e a garota viajaram de São Paulo ao Rio de Janeiro e se deixaram levar por uma rotina de paisagens, bicicletas, praia, chope, suco, cachorros e crianças. Tudo isso de alguma forma pode ter entrado pelas brechas das gravações que duraram dez dias, um pouco menos, um pouco mais. Assumir-se baixo, bateria, guitarra e voz (apenas um piano ocasional como exceção), de desafio tornou-se filosofia.
Este é acima de tudo um disco de parcerias. Das 11 músicas, apenas três foram compostas individualmente. As outras refletem um esforço premeditado da banda em intercambiar-se entre seus autores e até mesmo convidados de fora.
A canção "Ciência" foi incluída em uma coletânea de bandas independentes brasileiras lançada em 2008 pela revista francesa Brazuca.

## Ficha técnica
Produzido por Chico Neves
- Exceto faixas 1, 2 e 5 produzidas por Chico Neves e Fabio Pinczowski

Gravado no estúdio 304 por Chico Neves, nos estúdios Flap e 12 dólares por Fabio Pinczowski, e no estúdio EGL por Guilherme Garbato
Assistentes de gravação: Rodrigo Valle (304) e Bruno Pontalti (Flap)
Mixado por Walter Costa no estúdio 304
Masterizado por Carlos Freitas no Classic Master
Projeto Gráfico: Eduardo Filomeno
Fotos: Caroline Bittencourt

## Faixas
1. "Ciência"
2. "Fugi Desse País"
3. "Rubi"
4. "Sobrenatural"
5. "Conversas em Lata"
6. "Refúgio"
7. "A Espera"
8. "Noite Clara"
9. "Delírio (sob as asas)"
10. "Disco Paralelo"
11. "Urbana"